# Fromberg (Nederland)
De Fromberg (Limburgs: Frómmerig) is een gehucht en heuvel in het Heuvelland gelegen nabij Wijlre in het zuiden van de Nederlandse provincie Limburg. Het gehucht maakt deel uit van gemeente Voerendaal en telt circa 45 inwoners.
Fromberg ligt enigszins afgelegen ten opzichte van de andere kernen in de gemeente. Tot 1982 hoorde het gehucht bij Wijlre maar bij de gemeentelijke herindeling van dat jaar werd het bij Voerendaal gevoegd. Het bestaat uit circa tien huizen en boerderijen en ligt vlak naast Etenaken, waar het van gescheiden wordt door de spoorlijn Aken - Maastricht. Het is gesitueerd op een helling van het Geuldal naar het Plateau van Ubachsberg. Het noordelijke deel van de heuvel wordt Schaapsdries genoemd. Ten zuiden van de heuvel ligt het Droogdal van Colmont en ten zuidoosten mondt de Elkenradergrub hierin uit.

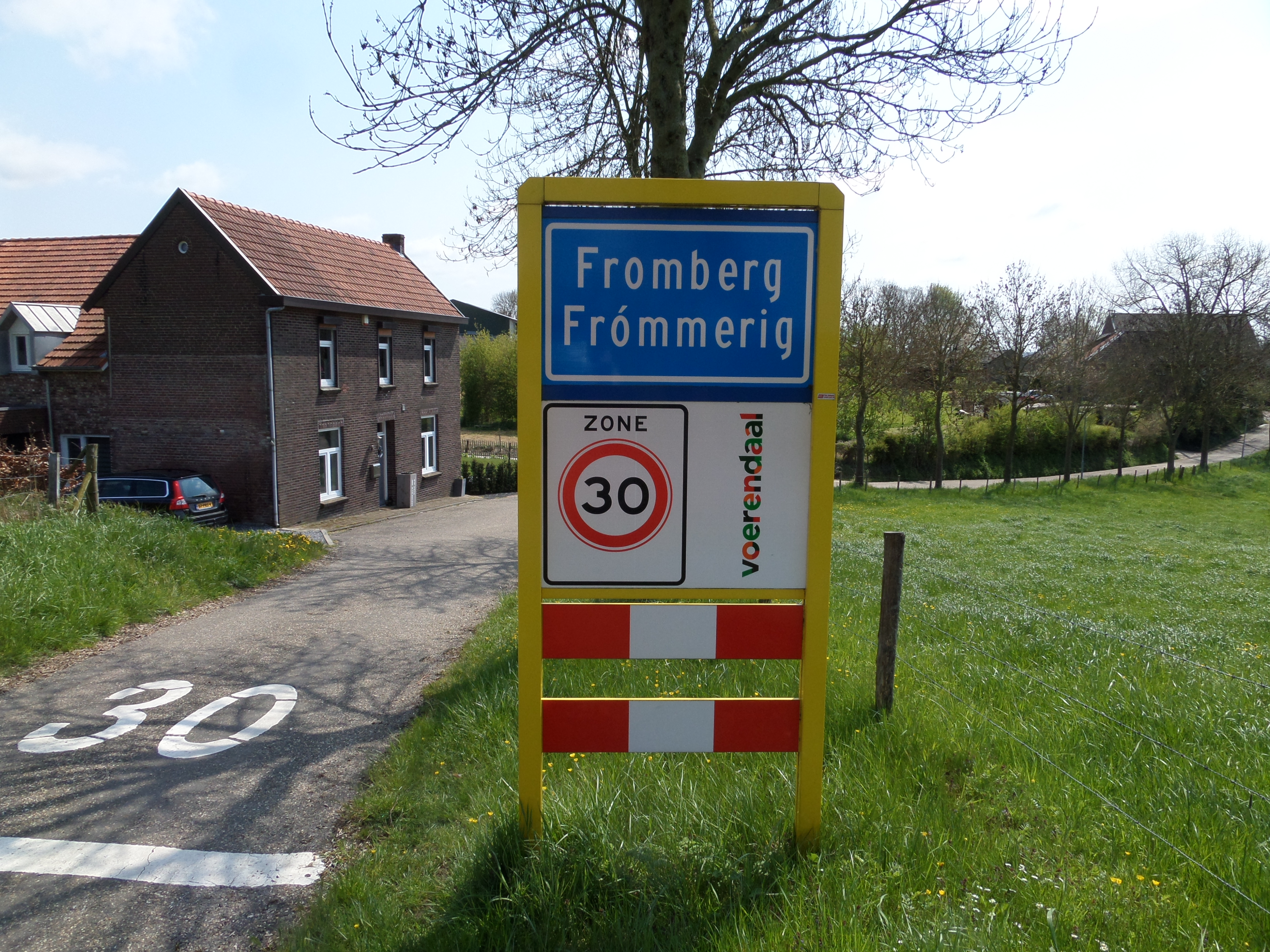
Plaatsnaambord

## Wielrennen
De helling is meermaals opgenomen in de wielerklassieker Amstel Gold Race. De klim wordt dan in de finale eenmaal bedwongen, na het duo Kruisberg en Eyserbosweg en voor de Keutenberg en Cauberg. In vergelijking met deze vier hellingen is de Fromberg een stuk minder steil.
In 2014 was de Fromberg onderdeel van de 7e etappe van de Eneco Tour.
Dorpen: Klimmen · Kunrade · Ransdaal · Ubachsberg · Voerendaal

Gehuchten: Colmont · Craubeek · Fromberg · Mingersborg · Retersbeek · Termaar · Weustenrade · Winthagen

Buurtschappen: Barrier · Dolberg · Hellebeuk · Koulen · Kruishoeve · Kunderberg · Lubosch · Opscheumer · Overheek · Termoors · Terveurt

Limburg: Steden en dorpen      Nederland: Provincies · Gemeenten